# Sankt-Prokop-Rotunde (Strzelno)

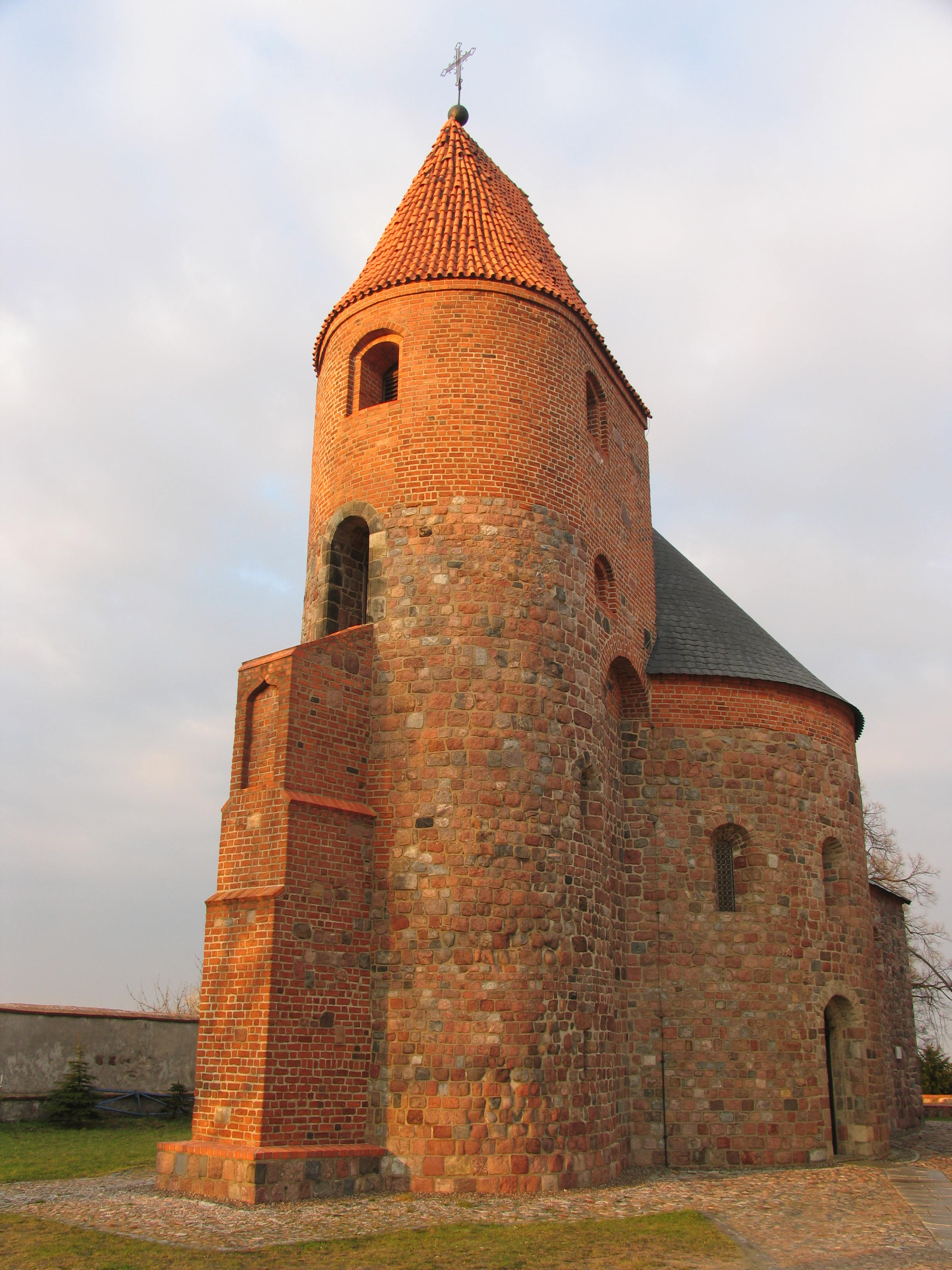
Die Rotunde

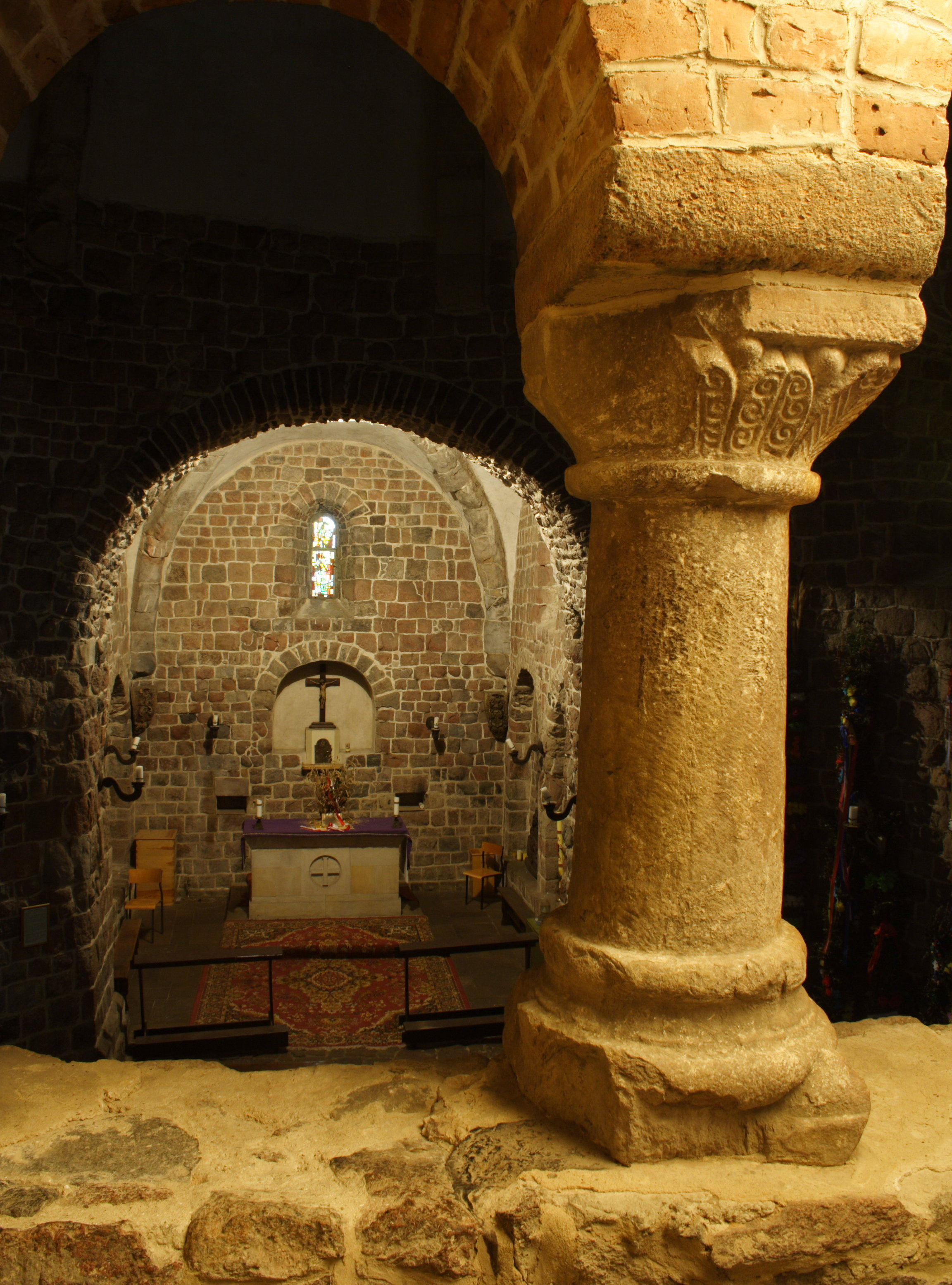
Blick von der Empore

Die Sankt-Prokop-Rotunde in der Stadt Strzelno im Powiat Mogileński der Woiwodschaft Kujawien-Pommern ist die größte romanische Kirche in Polen, die auf einem kreisrunden Grundriss errichtet wurde.

## Architektur und Baugeschichte
Der Chronist Jan Długosz erwähnte in seinen Annalen die Einweihung der Kirche am 16. März 1133.
Das Gebäude wurde aus Granitquadern gebaut, jüngere Gebäudeteile wurden aus Backstein gemauert. Der Innendurchmesser beträgt 8,20 m, die Mauerdicke mindestens 1,10 m. Rings um den runden Kuppelraum befinden sich Anbauten:
- an der Ostseite eine 5 × 5 m große quadratische Apsis mit einem Kreuzrippengewölbe,
- an der Nordseite – zwei kleine halbrunde Apsiden,
- an der Westseite – ein hoher Glockenturm auf einem hufeisenförmigen Grundriss mit einem Stützpfeiler und einer Empore im Obergeschoss.

Die Form des Rundbaus und die Empore deuten darauf hin, dass der bau die Bedeutung einer Herrscherkirche hatte, auch sind mehrfach Besuche von polnischen Königen nachgewiesen.
Am Ende des 15. Jahrhunderts oder am Anfang des 16. Jahrhunderts wurde der obere Teil des Turmes abgebrochen und neu aus Backstein gemauert.
Danach wurde die Kirche profaniert und vom benachbarten Prämonstratenser-Frauenorden als Pförtnerhaus benutzt.

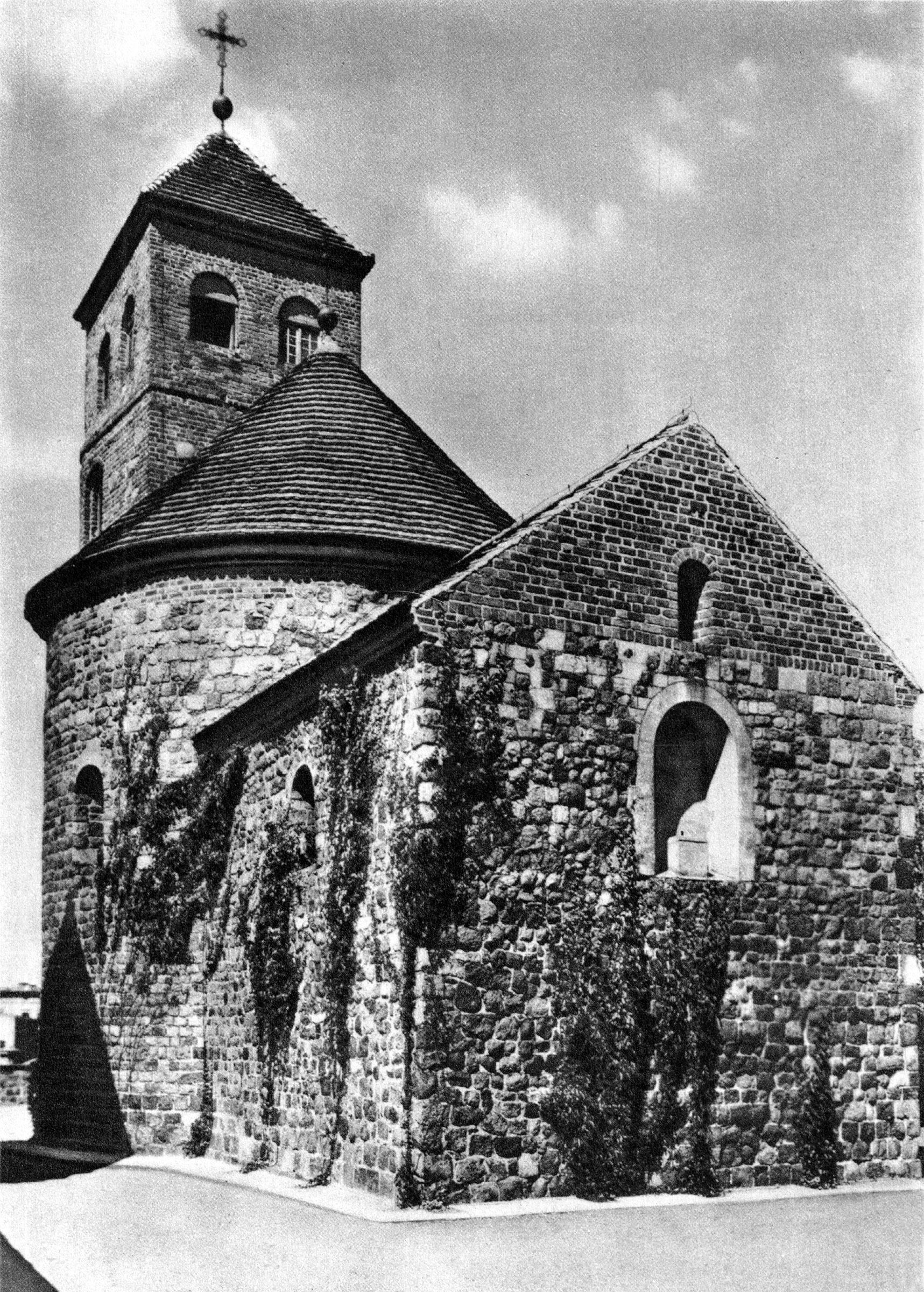
Die Rotunde vor 1939

Im 18. Jahrhundert wurde das Gebäude rekonziliert und um 1779 dem Kult des heiligen Prokop gewidmet. 1812 von den Soldaten Napoleons erneut profaniert, wurde das Gebäude zu Wirtschaftszwecken genutzt. 1892 wurden die Apsiden und teilweise auch die romanischen Fensteröffnungen rekonstruiert. 1924–1925 wurde die Kirche renoviert. Während des Zweiten Weltkrieges wurde die Kirche als Lagerraum benutzt. Die flüchtenden Nazitruppen versuchten die Kirche in die Luft zu sprengen. Der dadurch verursachte Brand verwüstete die Kuppel, den oberen Teil des Turmes und die ganze Innenausstattung. Die Wände aus Granitquadern überdauerten die Sprengung.
In den 1950er Jahren wurde der Wiederaufbau begonnen. In der Empore wurde ein Biforium mit einer gefundenen romanischen Mittelsäule eingebaut.
Das derbe Taufbecken besteht aus einem Stück Granit, vielleicht schon aus dem 12. Jahrhundert, eine romanische Grabplatte und fünf Stationen des Kreuzweges überdauerten den Brand.
Dank des im Krakauer Nationalmuseum geretteten Gipsabgusses und eines Lichtbilds aus dem Archiv der Denkmalschutzbehörde in Posen war die Wiederherstellung des romanischen Gründungstympanons möglich. Im Tympanon sind drei Gestalten dargestellt. In der Mitte der thronende Christus, links der junge Stifter, das Modell der Kirche dem Christus darbringend, rechts eine Frauengestalt, wahrscheinlich die Oberin des Klosters, mit einem offenen Buch.
Zwei formal ähnliche Reliefs aus dem frühen 16. Jahrhundert stellen Büßende, die nur mit ihren eigenen Haaren bekleidet sind, in der Einöde dar: die Hl. Maria Magdalena und den Hl. Onophrius.
Ein kleines Museum bewahrt nebenan weitere Ausstattungsstücke.